# Білас Йосип Якимович
Йо́сип Яки́мович Бі́лас (14.1.1922) — український лісівник, заслужений працівник сільського господарства України.

## Життєпис
1958 року закінчив Львівський лісотехнічний інститут, спеціальність «інженер лісового господарства».
Трудову діяльність розпочав у Зіболківському лісництві Жовківського лісгоспу, переведений на посаду лісничого Рудківського лісництва Самбірського лісгоспу, був біля витоків заснування Рудківського дендропарку.
У Рудківському лісництві працював до квітня 1983 року, до виходу на заслужений відпочинок. Очолював лісництва протягом тридцяти трьох років, зробив значний внесок у розвиток лісового господарства.

### Нагороди
- заслужений працівник сільського господарства України (1994)
- медаль «За трудову відзнаку»
- почесний громадянин Рудок